# محمد سلطان (ناشط حقوقي)
محمد صلاح الدين عبد الحليم سلطان (بالإنجليزية: Mohamed Soltan)‏ أو محمد سلطان (من مواليد 16 نوفمبر/تشرين الثاني 1988) هوَ ناشط حقوقي مصري-أمريكي وهوَ نجل الداعية والقيادي في جماعة الإخوان المسلمين الدكتور صلاح سلطان.
شاركَ سلطان في ثورة 25 يناير كما شاركَ في التظاهرات المُندّدة بالانقلاب العسكري على الرئيس المصري السابق محمد مرسي وهناك اعتُقلَ على يدِ الشرطة المصرية بعد فض اعتصام رابعة العدوية في 14 أغسطس/آب 2013 إلى أن أُفرج عنه في مايو/أيار 2015 بعدما خاض إضرابًا طويلًا عن الطعام فضلًا عن تنازلهِ على الجنسيّة المصرية.

## الحياة المُبكّرة
درسَ محمد سلطان في جامعة أوهايو بالولايات المتحدة الأميركية ومنها حصلَ على درجة البكالوريوس في علم الاقتصاد. بعدَ إنهاء دراسته؛ عملَ محمد مديرًا للتطوير المؤسسي في إحدى شركات الخدمات البترولية.
بالإضافةِ إلى نشاطهِ في مجال حقوق الإنسان؛ يعملُ محمد سلطان بشكلٍ دوري على تحرير مقالات يناقشُ فيها القضايا المجتمعيّة التي تهمّ مصر كما يَعمل على نشرِ قراءات تحليليّة يتطرق فيها للقضايا اليوميّة التي تمر منها الدولة المصريّة بشكل خاص والوطن العربي العربي بشكلٍ عام.

## النشاط السياسي

### البدايات
برزَ محمد سلطان عام 2011 حينما شاركَ في ثورة 25 يناير التي أسقطت نظام الرئيس المعزول حسني مبارك لكنّ شهرته زادت بعدَ أن بدأ في المُشاركة في الاعتصامات التي كانت تُنظّم في القاهرة احتجاجًا على عودة العسكر للحكم بعد الانقلاب العسكري على الرئيس المُنتخب آنذاك محمد مرسي. خِلال تلك الفترة؛ عملَ محمد على نشرِ تغريدات وبثوت حيّة على مختلف مواقع التواصل الاجتماعي لنقلِ ما يجري حدثًا بحدث.
بحلول 14 أغسطس/آب من نفسِ العام؛ هاجمت الشرطة والجيش مكان تجمّع المتظاهرين والمحتجين في القاهرة مما تسبّبَ في مقتل ما لا يقل عن ثمانمائة شخص وإصابة ما لا يقل عن أربعة آلاف آخرين بمن فيهم محمد سلطان قبل أن يُصابَ بطلقٍ ناريّ على مستوى الذراع في صبيحة اليوم المُوالي.

### الاعتقال
دُوهم منزل محمد سلطان بعد أيام قليلة من فض الاعتصام وتمّ اعتقاله بعدما وجهت له عددٌ من التهم بما في ذلك الانتماء إلى جماعة الإخوان المسلمين التي صنّفتها الحكومة «كمنظمة إرهابية» بالإضافةِ إلى التخطيط لقلب نظام الحكم ونشر الأخبار الكاذبة، والتواصل مع جهات أجنبية لإمدادهم بمعلومات عن الدولة المصرية. مكث في السجنِ الاحتياطي شهورًا طويلة وفي حوارٍ لهُ مع جريدة نيويورك تايمز؛ قالَ محمد أنه تعرّض للضرب والتنكيل على يدِ قوات الأمن كما تعرض للتعذيب بطرق مختلفة.
بحلول 11 أبريل/نيسان 2015 قضت محكمة جنايات القاهرة بالسجن المؤبد على سلطان رفقةَ 37 معتقلا في القضية التي عُرفت باسمِ «غرفة عمليات رابعة». أثارَ الحكم جدلًا وضجة كبيرتين وأعربت الولايات المتحدة في اليوم نفسه عن «خيبة أملها البالغة» تجاه هذا الحكم القضائي ووصفت مظمة هيومن رايتس واتش الحُكم بأنه «تعسفي وجائر وتسييس للعدالة» فيما أدان مجلس العلاقات الأميركية الإسلامية القرار واصفًا إيّاه «بالمخزي».
بعدَ حوالي سنة ونصف قضاها سلطان في السجن؛ أُطلق سراحه في 30 مايو/أيار من عام 2015 وذلك بعدما دخلَ في إضرابٍ عن الطعام لمدة 489 يومًا حتى صارَ يُلقب بصاحبِ أطول إضراب عن الطعام بالعالم. لقد أُجبرَ محمد على التنازل عن جنسيته المصرية مقابل الحصول على حريّته كما حصلَ محمد على دعمٍ في تلكَ الفترة حيثُ نُظمت حملة دولية للتضامنِ معه كمَا مارست واشنطن ضغطًا كبيرًا – باعتبارهِ حاملًا للجنسية الأمريكيّة – على النظام المصري لإطلاق سراحه.

### مقاضاة المسؤولين المصريين

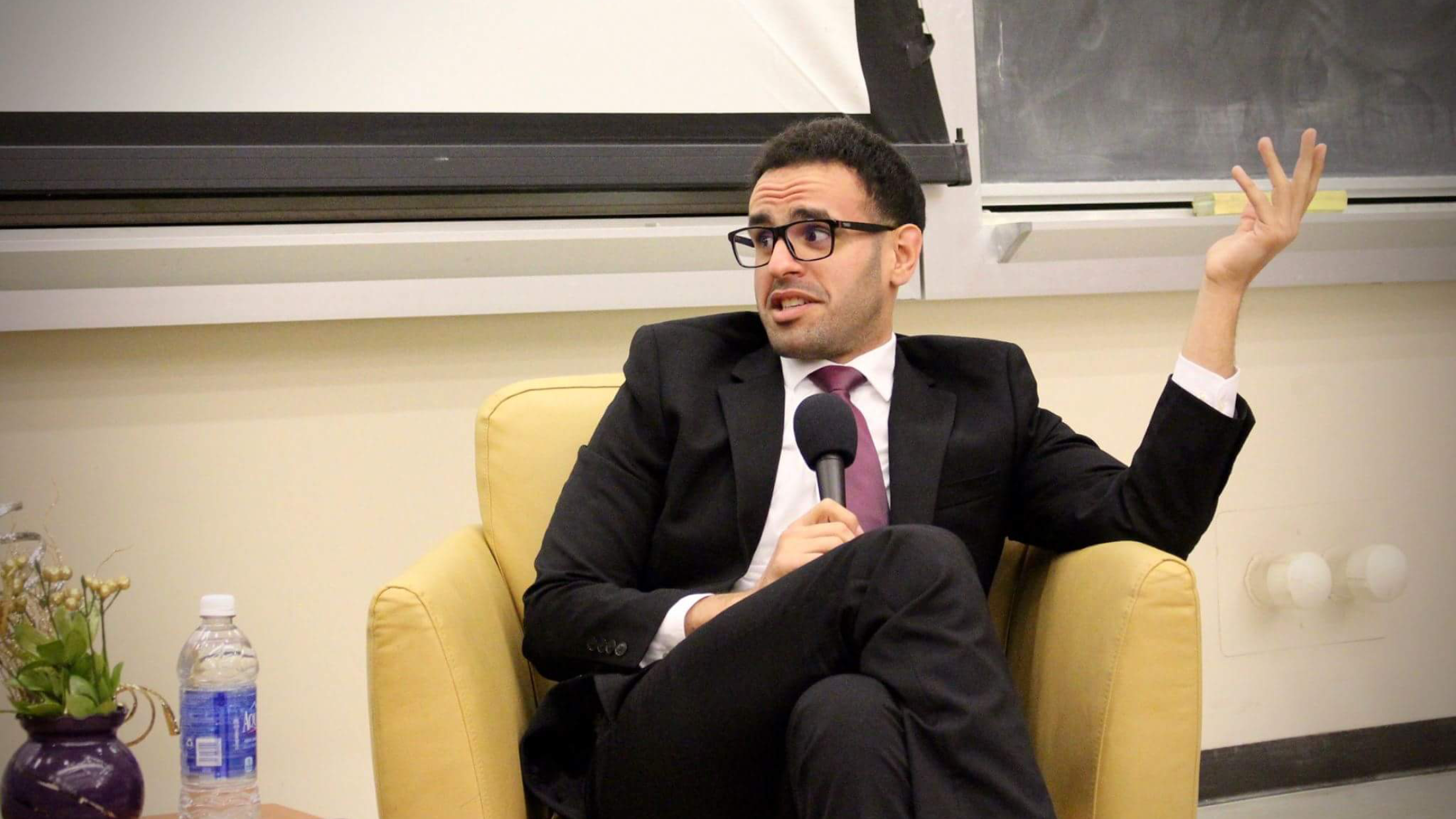
محمد سلطان في أحد الندوات.

قالت صحيفة واشنطن بوست، في 06 يونيو 2020، إن الناشط الحقوقي محمد سلطان تقدم بدعوى قضائية أمام محكمة في واشنطن ضد مسؤولين مصريين كبار حاليين وسابقين بدعوى تعرضه للتعذيب خلال فترة اعتقاله في مصر لنحو عامين، بسبب نشاطه المناهض للحكم العسكري عقب الإطاحة بالرئيس محمد مرسي عام 2013.
تستهدف هذه الدعوى رئيس الوزراء المصري السابق، حازم الببلاوي (والمقيم حاليا بالولايات المتحدة) كمتهم أول بوصفه من وَجّه بإساءة معاملته كما تشمل الرئيس الحالي عبد الفتاح السيسي، ومدير ديوانه السابق عباس كامل الذي يرأس حاليا جهاز المخابرات العامة، وثلاثة قادة سابقين في وزارة الداخلية، ويطالب سلطان في الدعوى بملاحقتهم في حال دخولهم الولايات المتحدة.
وحسب منظمة هيومن رايتس ووتش فإن من حق سلطان رفع دعوى قضائية في أمريكا لملاحقة "معذبيه"، لكن إذا صدر حكم لصالحه، فلن يؤدي إلى عقوبات جنائية، بل حُكم بالتعويض على سوء المعاملة وذلك بموجب قانون حماية ضحايا التعذيب (وهو قانون فيدرالي يسمح برفع قضايا تعذيب وقتل خارج نطاق القضاء يرتكبها مسؤولون في دول أجنبية).

## النشاط الحُقوقي

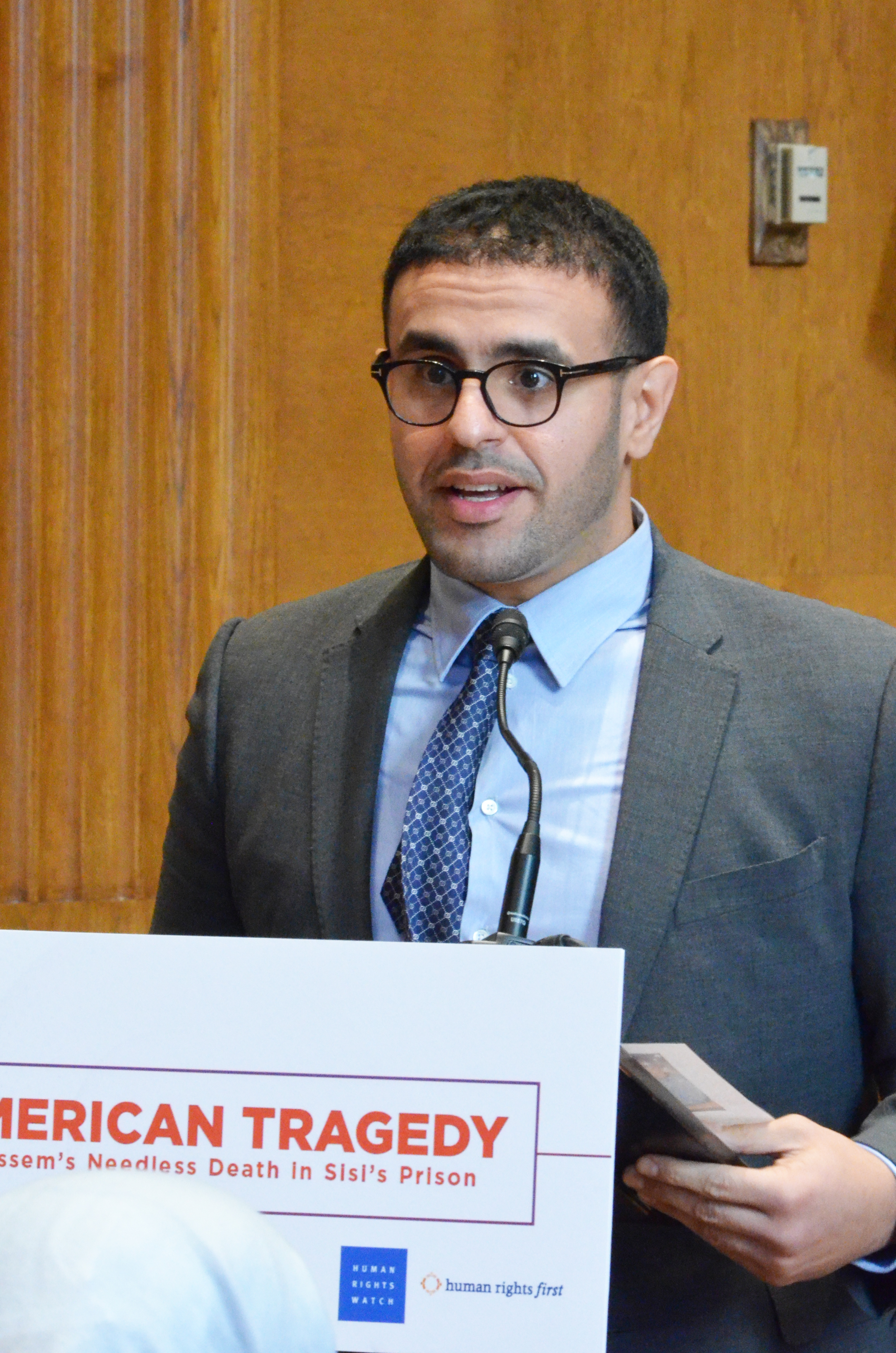
محمد سلطان في أحد المؤتمرات الحقوقية بالولايات المتحدة.

بعدما وصلَ محمد إلى الولايات المتحدة واستقرّ فيها؛ واصلَ نشاطهُ الحقوقي – الذي كان قد بدأهُ حينما كان في مصر – حيثُ عمل بشكلٍ دوري على متابعة القضايا الحقوقيّة بمصر كما عمل على انتقاد الحكومة المصريّة والرئيس عبد الفتاح السيسي في عددٍ من المناسبات. في نفسِ العام الذي أُطلق سراحه؛ انتقدَ محمد سلطان الموقف الدولي مما يحدث في مصر وقالَ «إن السجون المصرية بها 40 ألف معتقل سياسي، لا يتمتعون بأي حقوق، ولا يسمع صوتهم أحد، ولا يشعر بهم العالم!»
أطلقَ محمد في وقتٍ لاحق «مبادرة حريّة» وهي مجموعة مستقلّة تُرافع من أجل حقوق الإنسان في واشنطن العاصمة وعملت المبادرة بشكلٍ متواصلٍ معَ باقي منظّمات حقوق الإنسان المصرية والدولية على تسليط الضوء على حالة حقوق الإنسان في مصر. زادت قوّة وشهرة المبادرة بعدما نجحَ أفرادها رفقة نشطاء آخرين بالاجتماع بأعضاء من الكونغرس ووزارة الخارجية الأمريكية وحثهم على الضغطِ على النظام المصري من أجلِ الاستجابة للمطالبات الحقوقيّة.
في مايو/أيّار من عام 2019 شنّت مواقع وقنوات مصريّة تابعة للحكومة – بالإضافة إلى وسائل إعلام عربيّة أخرى حليفة للحكومة المصريّة الحاليّة – هجومًا ضدّ محمد كما أطلقت حملة تشهيرٍ ضده واصفةً إياهُ «بالإرهابي المُدان» وبأنّه «إخواني يعمل لصالح وكالات أجنبية» على الرغمِ من نفيهِ لهذه التهم من قبل. في السياق ذاته؛ أعلنت عشرات المنظمات الحقوقية والدولية – بما في ذلك منظمة العفو الدولية – عن تضامنها مع سلطان والوقوفِ إلى جانبه كما ندّدت بما تقومُ به السلطات المصريّة من محاولة قمعِ أيّ صوتٍ معارض أو حتى ناقد.